# Province de Salerne
La province de Salerne (en italien : Provincia di Salerno) est une province italienne, située dans la région de Campanie. Sa capitale provinciale est Salerne.

## Géographie
Principales villes de la province de Salerne, avec le nombre d'habitants en 2017, selon des sources italiennes :
- Agropoli
- Amalfi (5 084 hab.)
- Angri
- Ascea (5 830 hab.)
- Baronissi
- Bellizzi
- Campagna
- Capaccio Paestum
- Castellabate
- Castel San Giorgio
- Cava de' Tirreni (53 263 hab.)
- Centola (5 144 hab.)
- Battipaglia (50 807 hab.)
- Eboli
- Fisciano
- Giffoni Valle Piana
- Mercato San Severino
- Montecorvino Rovella
- Nocera Inferiore (45 867 hab.)
- Nocera Superiore (24 255 hab.)
- Ogliastro Cilento
- Pagani
- Pellezzano
- Pontecagnano Faiano
- Sala Consilina
- Salerno (Salerne) (134 857 hab.)
- Sarno
- Scafati
- Siano
- Vallo della Lucania (9 002 hab.)

La province de Salerne s'étale à travers 158 communes sur une superficie de 4 923 km2 où vivent 1 089 770 habitants (2005).